# Ponte di San Martino
Il ponte di San Martino è un ponte di Cesena.

## Storia
Venne edificato nel X o nell'XI secolo per oltrepassare il fiume Savio. A una delle due estremità venne eretta nel XIV secolo Porta Fiume, dotata di fortificazioni e vani interni per la difesa. All'altra estremità sorgeva una seconda porta che poi andò distrutta. Nel 1393 una frana deviò il corso del fiume ma il ponte rimase integro, continuando a essere usato per entrare in città anche se non sormonta più un fiume ma una strada.